# Dagmara Grad
Dagmara Grad (* 1. Juni 1990 in Miechów) ist eine ehemalige polnische Fußballspielerin.

## Karriere

### Vereine
Grad begann beim UMKS Żak Kielce, einem in Kielce ansässigen und 80 km von ihrem Geburtsort entfernten Sportverein, mit dem Fußballspielen. Im Jahr 2005 wechselte sie – nachdem sie alle Jugendklassen durchlaufen hatte – zum KS AZS Wrocław. Ihr Debüt in der Ekstraliga, der höchsten Spielklasse im polnischen Frauenfußball, gab sie am 14. August 2005 (1. Spieltag) beim 1:0-Sieg im Auswärtsspiel gegen GKS Górnik Łęczna. Nachdem sie sich nach und nach zur Leistungsträgerin entwickelt und dreimal die Meisterschaft gewonnen hatte, nahm sie 2008 erstmals an der Champions League teil.
Nach sechs Jahren Vereinszugehörigkeit wechselte – mit Ankündigung im Januar 2011 – zum deutschen Zweitligisten BV Cloppenburg. In der Rückrunde der Saison 2010/11 bestritt sie acht Punktspiele in der Gruppe Nord der seinerzeit zweigleisigen 2. Bundesliga. Ihr Debüt für den Liganeuling gab sie am 20. Februar 2011 (15. Spieltag) beim 1:1-Unentschieden im Heimspiel gegen den Hamburger SV 90 Minuten lang. In der Folgesaison, in der sie 19 Mal eingesetzt worden war, erzielte sie auch ihr einziges Tor für den Verein. Beim 4:0-Sieg im Heimspiel gegen den MSV Duisburg am 6. November 2011 (8. Spieltag) traf sie zum 3:0 in der 70. Minute. In neun Punktspielen der Saison 2012/13 trug sie zur regionalen Meisterschaft, verbunden mit dem Aufstieg in die Bundesliga, bei. In der höchsten deutschen Spielklasse wurde sie jedoch bis Ende des Jahres 2013 nicht eingesetzt, sodass sie Anfang des Jahres 2014 nach Polen zurückkehrte.
Nach einer Zwischenstation bei KGHM Zagłębie Lubin, spielte sie von 2015 bis 2019 für Medyk Konin. In diesem Zeitraum gewann sie mit dem Verein zweimal die Meisterschaft. Zuletzt spielte sie in der Saison 2019/20 für den Erstligisten Czarni Sosnowiec.

### Nationalmannschaft
Grad bestritt von 2012 und von 2017 bis 2019 elf Länderspiele für die A-Nationalmannschaft. Ihr Debüt als Nationalspielerin gab sie am 16. Juni 2012 in Sarajewo im siebten Spiel der EM-Qualifikationsgruppe 1 beim 2:0-Sieg über die Nationalmannschaft Bosnien-Herzegowinas. Vier Tage später bestritt sie das mit 4:0 gewonnene achte EM-Qualifikationsspiel gegen die Nationalmannschaft Mazedoniens, wie auch die beiden am 16. und 19. September 2012 in San Benedetto del Tronto und Moskau ausgetragenen EM-Qualifikationsspiele gegen die Nationalmannschaften Italiens (0:1) und Russlands (1:1). Erst Ende Februar 2017 wurde sie erneut in den A-Kader berufen, wurde in den am 1., 5. und 7. März in Alanya vorgesehenen Turnierspielen gegen die Nationalmannschaften Rumäniens, des Kosovos und der Türkei nicht eingesetzt. Im Zeitraum vom 15. September 2017 bis zum 6. März 2019 bestritt sie sieben weitere Länderspiele.

## Erfolge
- Polnischer Meister 2006, 2007, 2008 (mit KS AZS Wrocław), 2016, 2017 (mit Medyk Konin)
- Meister der 2. Bundesliga Nord und Aufstieg in die Bundesliga